# 鷹鵰屬
鷹鵰屬（學名：Spizaetus，意為「似鷹的鵰」（spizias=鷹，aetos=鵰））。分布於亞洲、非洲、美洲的熱帶地區。舊世界原屬鷹鵰屬的鳥類現已改分類至亞洲鷹鵰屬（Nisaetus）。